# Tentation : Confessions d'une femme mariée
Pour plus de détails, voir Fiche technique et Distribution.
 Tentation : Confessions d'une femme mariée (Temptation: Confessions of a Marriage Counselor) est un film américain réalisé par Tyler Perry sorti le 29 mars 2013 aux États-Unis. Ce récit est l'adaptation cinématographique de la pièce de théâtre The Marriage Counselor, parue en 2008.
Le film met en vedettes  Jurnee Smollett, Lance Gross, Kim Kardashian, Vanessa L. Williams et Brandy Norwood.
Le film sort directement en DVD en France, le 22 aout 2014.

## Synopsis
Judith, femme mariée, qui tient une agence matrimoniale, tombe amoureuse d'un riche et séduisant célibataire.

## Fiche technique
- Titre : Tentation : Confessions d'une femme mariée
- Titre original : Temptation: Confessions of a Marriage Counselor
- Réalisation : Tyler Perry
- Scénario : Tyler Perry
- Costumes : Johnetta Boone
- Décors : Dane Moore
- Photographie : K.C. Bailey
- Montage : Maysie Hoy
- Musique : Aaron Zigman
- Société de production : Tyler Perry Studio, Lionsgate
- Pays d'origine :  États-Unis
- Langue : Anglais
- Genre : Drame
- Format : Dolby Digital, Couleur, 2.35 :1
- Durée : 111 minutes
- Dates de sortie : 
  -  États-Unis : 29 mars 2013
  -  France : 22 aout 2014 (directement en DVD)

## Distribution
- Jurnee Smollett : Judith
- Lance Gross : Brice
- Kim Kardashian : Ava
- Vanessa L. Williams : Janice
- Robbie Jones : Harley
- Brandy Norwood : Melinda
- Renée Taylor : Ms. Waco Chapman
- Ella Joyce : Sarah

## Box office
Étant un film indépendant, il a récolté 53 125 354 dollars de recettes, rien qu'aux États-Unis.